# Hermandad de las Cinco Llagas (Jerez)
La Hermandad y Cofradía de Nazarenos de las Sagradas Cinco Llagas de Cristo, Nuestro Padre Jesús de la Vía-Crucis y María Santísima de la Esperanza es una cofradía católica de carácter franciscano con sede en Jerez de la Frontera. Dicha hermandad realiza su estación de penitencia durante la madrugada del Viernes Santo.

## Historia
Tiene los orígenes en una procesión de disciplinantes, la cual comenzó como respuesta a una sequía producida en la ciudad en el año 1561. Al terminar dicha procesión solicitaron a Fray Luis de Orozco establecerse en el convento de San Francisco. Tras consultarlo con el resto de miembros de la congregación, la cofradía tuvo la aprobación y se establecieron en dicho templo. Realizaba varias procesiones al año, siendo la última de ellas la del Jueves Santo, sobre las diez de la noche, con el Cristo de las Cinco Llagas, representando la lanzada, con Longinos y María Santísima de la Esperanza. La procesión salía a las diez, pero los penitentes comenzaban a disciplinarse ante dicho paso a las nueve de la noche. Desaparece a finales del siglo XIX. En 1939 se reúne un grupo de jerezanos para refundar la cofradía, logrando su objetivo en 1941.

## Túnica
Túnica de cola y antifaz de color blanco, con el escudo de la corporación en el centro del babero. A la cintura, cinturón de abacá, y como calzado, sandalias de color camel.

## Pasos

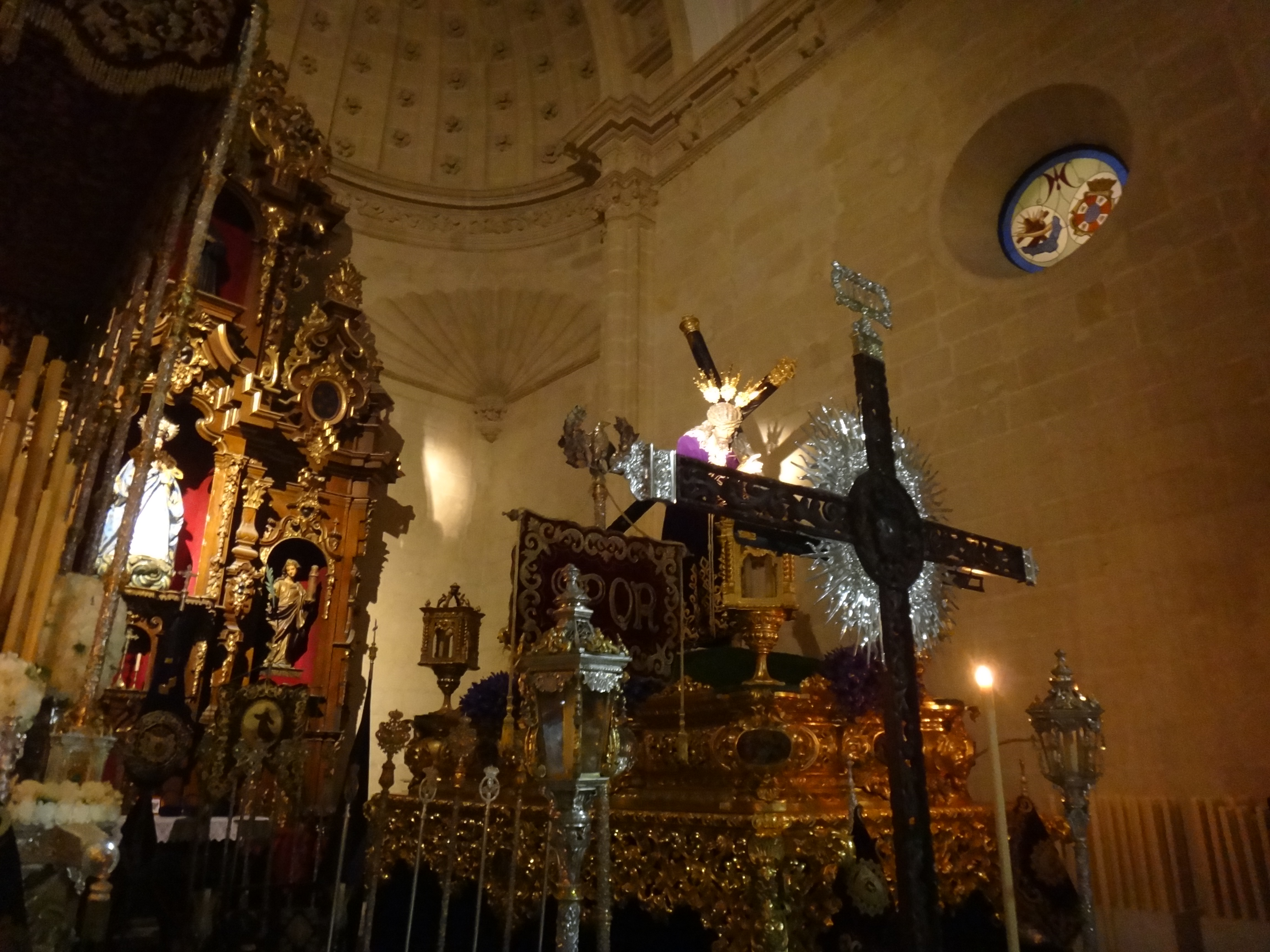
Pasos

El primero de los pasos muestra a Jesús con la cruz al hombro, camino del Monte Calvario por ello su título es de la Vía Crucis, es obra del imaginero Valenciano Ramón Chaveli Carreres, y realizado en 1940. El exorno floral de este paso suele constar de césped y lirios. El paso cuenta con cuatro faroles, uno a cada esquina.

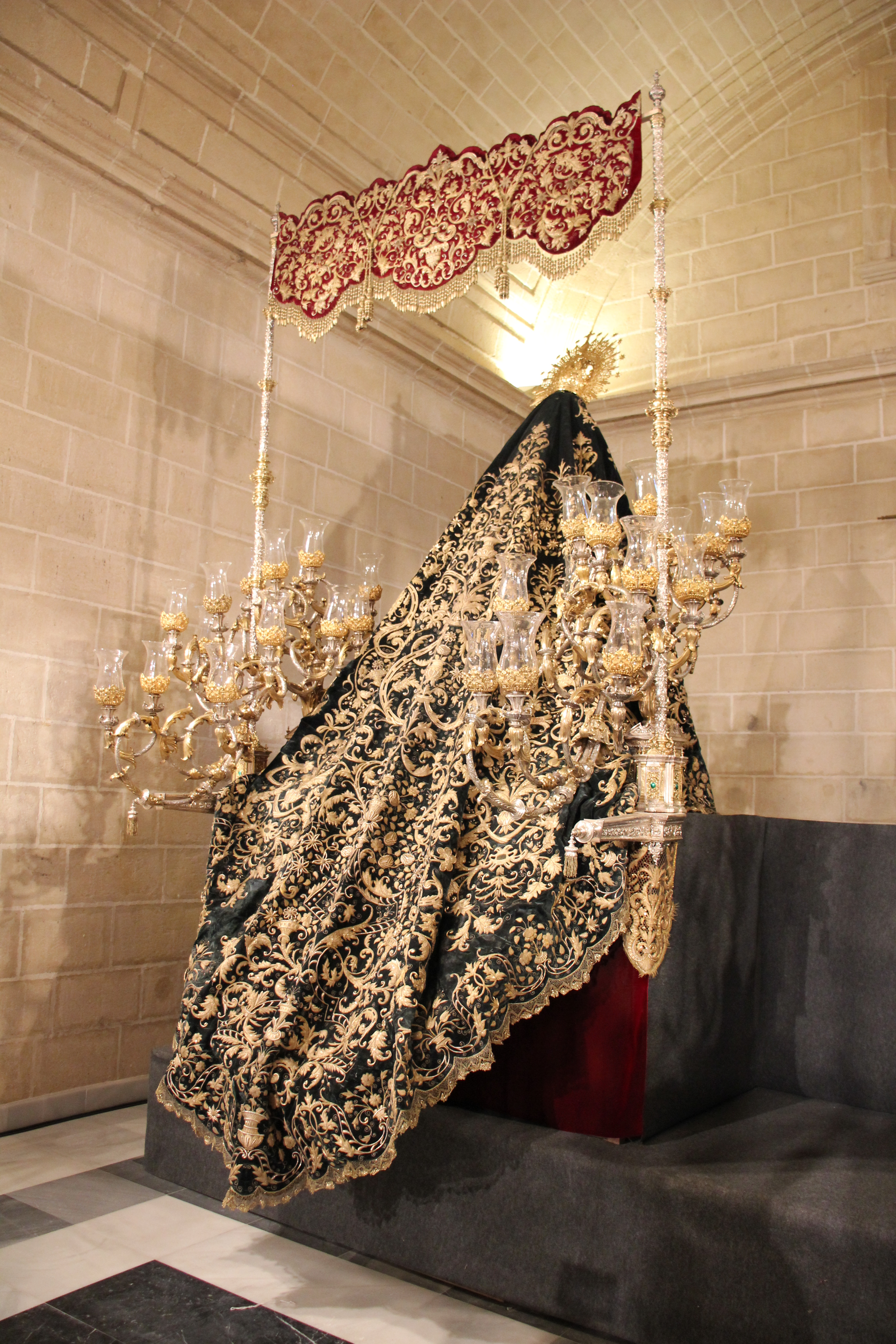
Exposición del palio

En el segundo de los pasos va la Virgen de la Esperanza, la cual es una obra anónima del siglo XIX, bajo un palio de color verde con preciosos bordados de Guillermo Carrasquilla, y orfebrería de Seco Velasco. Los respiraderos combinan la orfebrería con mallas y bordados. Fue adquirida y donada a la Hermandad por el entonces Mayordomo José Soto Ruiz.

## Sede
Tiene como sede el Convento de San Francisco, construido en estilo gótico, en 1787 sobre las ruinas del anterior templo. El templo original fue construido frente por frente a la Puerta Real de la ciudad.

## Paso por Carrera Oficial
| Predecesor: Santo Crucifijo | Orden de entrada en Carrera Oficial (Madrugá) 2.ª lugar | Sucesor: El Nazareno |